# Estação 114 Sul
A Estação 114 Sul é uma das estações do Metrô do Distrito Federal, situada em Brasília, entre a Estação 112 Sul e a Estação Terminal Asa Sul. Administrada pela Companhia do Metropolitano do Distrito Federal, faz parte da Linha Verde e da Linha Laranja.
Foi inaugurada em 31 de março de 2001. Localiza-se no Eixo Rodoviário de Brasília. Atende o bairro Asa Sul, situado na região administrativa de Brasília.
| Oeste ou norte                              |  |               |  | Leste ou Sul            |
| ------------------------------------------- |  | ------------- |  | ----------------------- |
| Terminal Asa Sul sentido Terminal Samambaia |  | Linha Laranja |  | 112 Sul sentido Central |
| Terminal Asa Sul sentido Terminal Ceilândia |  | Linha Verde   |  | 112 Sul sentido Central |
| editar no Wikidata                          |  |               |  |                         |